# Cheb
Cheb (németül: Eger) település Csehországban, Chebi járásban. Cheb Okrouhlá, Třebeň, Pomezí nad Ohří, Nebanice, Tuřany, Odrava, Lipová, Libá, Františkovy Lázně, Waldsassen és Schirnding településekkel határos. Lakosainak száma 32 825 fő (2024. január 1.).

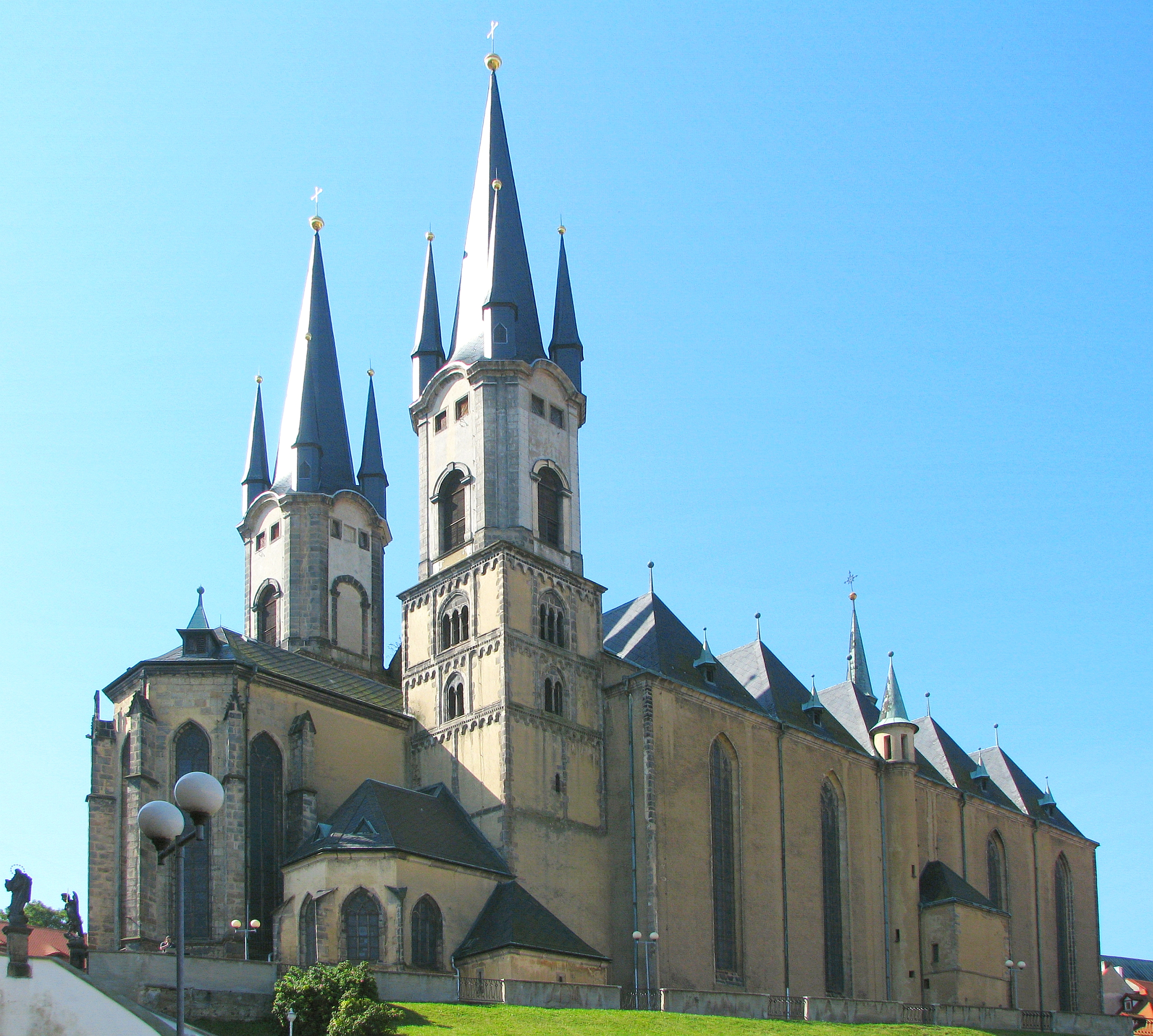
Szent Miklós és Erzsébet templom, a 13. században alapított, 2008-ban új tornyokkal rekonstruálták (másolatok 1869-ben)

## Népesség
A település lakosságának változását az alábbi diagram mutatja:
| Lakosok száma | 13 456 | 22 875 | 32 735 | 18 066 | 31 039 | 32 893 | 32 394 | 31 988 | 30 420 | 32 825 |
|               | 1869   | 1890   | 1921   | 1950   | 1980   | 2001   | 2017   | 2019   | 2022   | 2024   |